# 張詠佑
張詠佑，台灣屏東市人，指揮家，同時也是小號演奏家。國立屏東高級中學畢業後考入東吳大學音樂系，主修小號。之後繼續於東吳大學音樂研究所深造，主修管弦樂、管樂指揮。
小號演奏先後師事聶中興、溫哥華歌劇院 （页面存档备份，存于）管弦樂團首席小號Tom Shorthouse、朱利亞德學院 （页面存档备份，存于）小號教授Robert Nagel等人。管弦樂指揮技巧師承東吳大學音樂研究所張己任教授，亦求教於臺北青年管樂團指揮侯宇彪教授。
張詠佑與其妻子黃淑媛自1995年共組屏東聯合管樂團與小號角室內樂團分別擔任行政與音樂等工作，共同活躍於南臺灣音樂圈，同時亦熱心於音樂教育推廣與發展。

## 張詠佑的經歷列表
| 年份         | 經歷 |
| 1983         | 獲得全國音樂比賽青少年組小號獨奏第一名。 |
| 1988         | 進入中華民國國防部憲兵司令部軍樂隊服役，擔任首席小號。 |
| 1992 ｜ 1993 | 二年考取亞洲青年管弦樂團首席小號，代表台灣巡迴： 奧地利、德國、荷蘭、日本、韓國、新加坡、馬來西亞、香港等地。 |
| 1994         | 獲音樂系協奏曲比賽管樂組第一名， 與東吳大學音樂系管弦樂團演出『協奏曲之夜』。 經評選獲頒「慈濟音樂類藝術獎學金」。 |
| 1995         | 應邀參與「號角銅管五重奏」巡迴臺灣演出數十餘場，深獲好評。在台北多次參與國家音樂廳管絃樂團、臺北市立交響樂團、臺灣省立交響樂團等樂團演出，並擔任臺北愛樂管絃樂團、臺北縣立交響樂團、臺灣省立交響樂團附設管樂團、臺北青年管樂團首席小號。 |
| 1996 ｜ 1998 | 籌組屏東聯合管樂團，應高雄縣、屏東縣立文化中心邀請，配合文藝季及校園藝術欣賞舉辦數十場音樂會，並獲選為屏東縣傑出演藝團隊。 |
| 2003         | 選拔為國立屏東高級中學第六屆傑出校友 |
| 1997 ｜ 現在 | 指揮各校管樂團參加全國學生音樂比賽音樂比賽，皆榮獲特優、優等。 指揮各管弦樂團、管樂團於各地演出，廣受好評。 |
| 2000 ｜ 現在 | 擔任屏東「椰城管樂營」總召集人及管樂營演奏會指揮，指揮高雄市教師管弦樂團等各學校管樂團定期演出多場音樂會，致力推廣高屏地區音樂教育。 |

## 評論及比賽評語
| 中國時報 | 張詠佑豐富的舞台經驗總是帶給觀眾音樂上的震撼與驚喜。                                                                                         |
| 民眾日報 | 運用豐富靈活的肢體語言，表達獨特的音樂性， 他的每一場演出均能帶動現場氣氛，深深觸動觀眾的心靈， 是台灣最具潛力的青年指揮家，也是屏東的榮耀！ |
| 比賽評語 | 指揮動作乾淨、清楚、控制整首樂曲氣氛； 音樂性處理優美流暢、張力大，指揮功不可沒，恭喜！ Good job！                                           |

## 現任職位
- 國際小號協會會員
- 屏東聯合管樂團團長
- 屏東小號角室內樂團團長
- 音樂家銅管五重奏團長
- 台北青年管樂團南區籌備主任

## 任教學校與樂團
- 張詠佑擔任以下各單位常任首席指揮

1. 屏東聯合管樂團
2. 屏東小號角少年管樂團
3. 高雄市教師管絃樂團
4. 屏東高中校友管樂團
5. 鳳山高中校友管樂團
6. 鳳邑聯合管樂團
7. 國立屏東教育大學管樂社
8. 國立屏東科技大學管樂社
9. 私立樹德科技大學管樂社
10. 國立屏東高級中學管樂社
11. 國立鳳山高級中學管樂社
12. 高雄市立中正高中管樂社
13. 高雄市立陽明國民中學管樂團
14. 高雄市立鳳甲國民中學管樂團
15. 高雄市立鳳山國民小學音樂班管絃樂團

- 張詠佑擔任以下各單位客席指揮：

1. 台北青年管樂團
2. 台南一中校友管樂團
3. 國立成功大學管弦樂社管樂團

- 張詠佑擔任以下各學校小號指導老師：

1. 高雄市立高雄高級中學
2. 國立屏東女中
3. 高雄市立中正國民小學
4. 屏東縣立中正國民中學
5. 高雄市立鳳山國民小學
6. 屏東縣立仁愛國民小學

## 外部連結
屏東聯合管樂團
屏東小號角室內樂團